# Dragon Peak
Dragon Peak är en bergstopp i Kanada.   Den ligger i provinsen Alberta, i den centrala delen av landet, 3 100 km väster om huvudstaden Ottawa. Toppen på Dragon Peak är 2 326 meter över havet.
Terrängen runt Dragon Peak är bergig. Trakten runt Dragon Peak är nära nog obefolkad, med mindre än två invånare per kvadratkilometer.. Det finns inga samhällen i närheten. 
I omgivningarna runt Dragon Peak växer i huvudsak barrskog.